# Baakwoning
Baakwoning is een buurtschap gelegen tussen de plaatsen 's-Gravenzande en Naaldwijk in de gemeente Westland in de Nederlandse provincie Zuid-Holland.
Baakwoning bestaat uit een aantal glastuinbouwbedrijven nabij de Poelwetering.

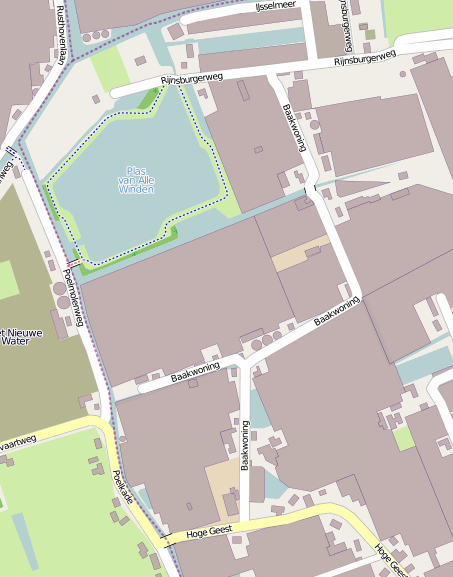
Plattegrond van de buurtschap

Steden en dorpen: 's-Gravenzande · Ter Heijde · Honselersdijk · Kwintsheul · De Lier · Maasdijk · Monster · Naaldwijk · Poeldijk · Wateringen

Buurtschappen: Baakwoning · Blaker · Burgersdijk · De Driesprong · Heenweg · Mariëndijk· Nieuwe Tuinen · Oostbuurt · Rolpaal · Westerlee

Zuid-Holland: Steden en dorpen      Nederland: Provincies · Gemeenten